# James Anderson (advogado)
James Anderson (Edimburgo, 5 de agosto de 1662 — Edimburgo, 3 de abril de 1728) foi um antiquário e historiador escocês

## Biografia
Anderson nasceu em Edimburgo, estudou Direito, e se tornou um Escritor para o Sinete (solicitador ou advogado escocês) em 1691. Sua profissão lhe deu a oportunidade de aumentar seu gosto pelo estudo de documentos antigos; e pouco antes do Tratado de União de 1707, o Parlamento da Escócia encarregou-o de preparar para publicação o que restou dos registros públicos do Reino da Escócia, e em sua última sessão votaram um total de 1940 libras escocesas para custear suas despesas.
Neste trabalho trabalhou por vários anos com grande zelo e perseverança, mas não foi concluído devido a sua morte em 1728. O livro foi publicado postumamente em 1739, editado por Thomas Ruddiman, sob o título Selectus Diplomatum et Numismatum Scotiae Thesaurus. A preparação desta grande obra nacional trouxe para o autor consideráveis perdas financeiras, e logo após a sua morte, as numerosas chapas de impressão, gravadas por Sturt, foram vendidas por 530 libras. Estas chapas estão agora perdidas, e os exemplares do livro se tornaram extremamente escassos.
Anderson foi nomeado em 1715 postmaster-geral para a Escócia, como compensação por seu trabalho, mas nas lutas políticas de 1717 ele foi privado de seu cargo, e nunca mais obteve qualquer recompensa por seus serviços.
Anderson publicou, durante a controvérsia sobre se o Ato de Estabelecimento de 1701 se estendia à Escócia ou não, Um Ensaio Histórico mostrando que a Coroa e o Reino da Escócia é Imperial e Independente (Edimburgo, 1705), e mais tarde Coleções relativas à História de Maria, Rainha da Escócia (em 4 volumes, Edimburgo, 1727-1728), ambos foram posteriormente utilizados extensivamente por seu sobrinho-neto, o historiador William Robertson.